# Google Now
Google Now was van 2012 tot 2015 een app voor Android en iOS en een achtergrondproces bij Google Chrome. Aan de gebruiker gaf het informatie over (gebaseerd op de instellingen van de iPad) die vanaf 2016 door Google assistant werd overgenomen:
- Verjaardagen
- Evenementen in de buurt
- Vluchten
- Gmail: instapkaarten, autoverhuur, concerten en sport, vluchten, hotels; verzendstatus bijhouden, restaurants
- Films
- Nieuwe releases: nieuwe muziekalbums en tv-afleveringen
- Volgende afspraak
- Fotoplek
- Plaatsen: bezienswaardigheden, interessante bestemmingen, musea, aanbevolen plaatsen, restaurants en cafés, winkels
- Publieke boodschappen
- Openbaar vervoer: laatste trein naar huis
- Updates van onderwerpen
- Tv en video: televisieprogramma's, tv-provider, video on demand
- Sport
- Aandelen
- Verkeer
  - Woon-werkverkeer, andere reizen: auto, openbaar vervoer, lopen, fiets
  - Thuis
  - Werk
- Reizen: valutaconversie, vertaling, tijd thuis, trekpleisters in de buurt
- Weer: thuis, op het werk, waar u bent, aanstaande reizen, temperatuur
- Doodles

## Doodles
De bovenkant van Google Now geeft normaal de helderheid van de dag weer (schemer, zonnig, nacht) maar kan ook een bepaald thema bevatten. Dat wordt een doodle genoemd. Op de volgende data waren er de volgende doodles:
| Datum         | Thema                                                   | Link |
| ------------- | ------------------------------------------------------- | ---- |
| 20 maart 2015 | Eerste dag van de lente 2015/zonsverduistering          | Link |
| 31 maart 2015 | 126e jaardag van de openbare opening van de Eiffeltoren | Link |
| 22 april 2015 | Quiz voor de dag van de Aarde                           | Link |
| 10 mei 2015   | Moederdag                                               | Link |
| 21 juni 2015  | Vaderdag                                                | Link |
| 5 juli 2015   | Women's World Cup 2015                                  | Link |
| 7 juli 2015   | Eiji Tsuburaya                                          | Link |
| 25 juli 2015  | Special Olympics World Games 2015                       | Link |

Deze Doodles zijn soms ook zichtbaar in de zoekmachine van Google.

## Toevoegingen

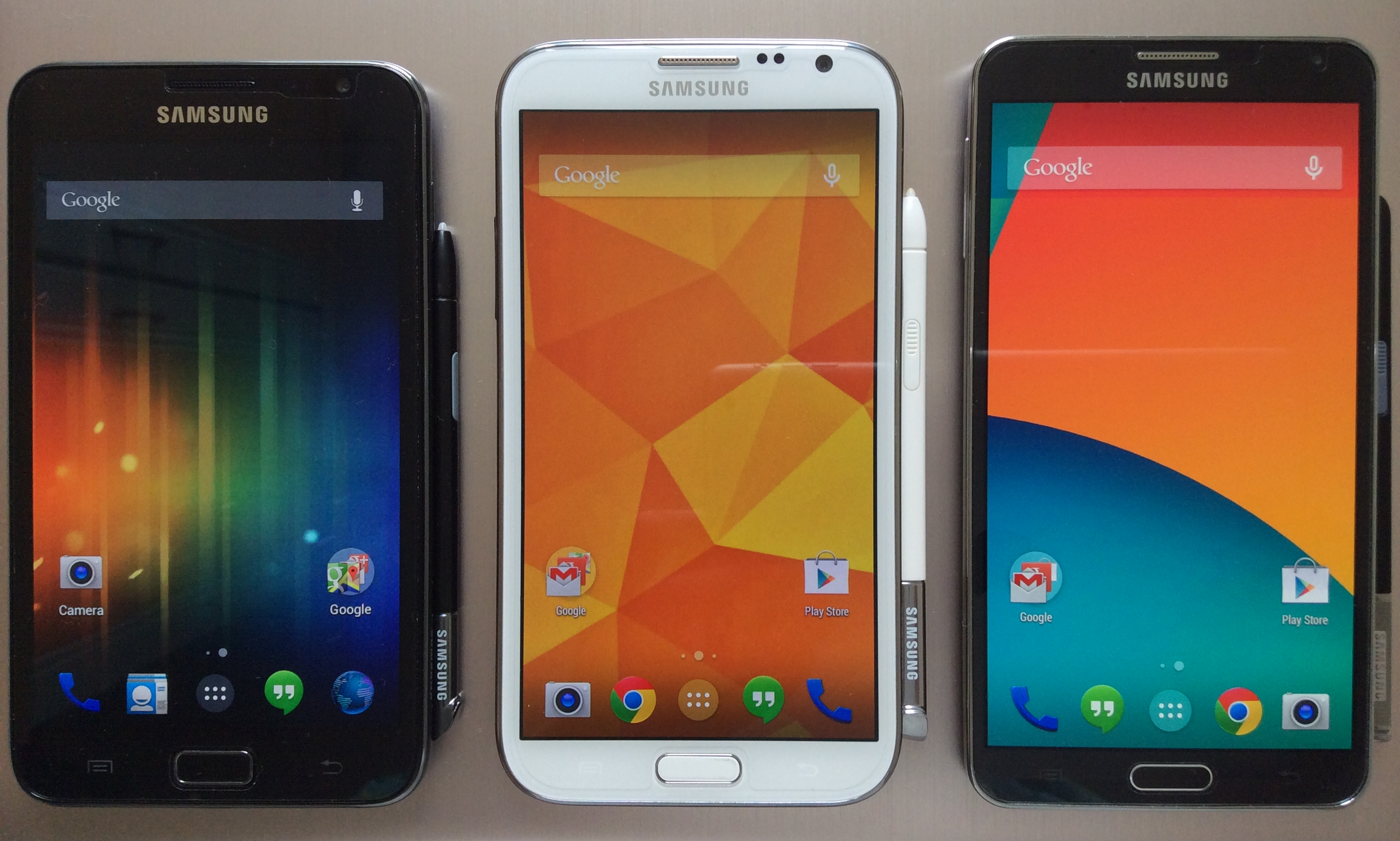
Google Now Launcher

### Definitief
| Datum         | Feature                      |
| ------------- | ---------------------------- |
| 19 maart 2015 | De agenda van vandaag/morgen |
| 23 juli 2015  | Verjaardagen                 |

### Actueel (tijdelijk)
Google Now laat ook actuele gebeurtenissen zien:
| Vanaf        | Tot          | Gebeurtenis                           |
| ------------ | ------------ | ------------------------------------- |
| 11 juni 2014 | 14 juli 2014 | 2014 FIFA Wereldkampioenschap Voetbal |